# Protiraketová obrana
Protiraketová obrana je takticko-strategický obranný prostředek proti primární existenci hrozby raketového napadení, především prostřednictvím balistických raket středního a dalekého dosahu.

## Protiraketová obrana NATO (NATO Missile Defence)
Na summitu NATO v Praze v roce 2002 bylo rozhodnuto o zpracování Studie proveditelnosti protiraketové obrany NATO. Cílem této studie je posouzení možností obrany území členských států Aliance proti celému spektru raketových hrozeb. Pozornost byla zaměřena i na možnosti řešení situace zničením schopností protivníka ještě před jejich nasazením. První dílčí závěry studie byly zveřejněny v říjnu 2005, poukázaly na některé problémy a vedly k potřebě provedení dalších expertiz.
NATO MD se zabývá protiraketovou obranou komplexně – obranou teritoria včetně civilní populace a obranou vojenských sil. Očekává čtyři základní efekty. Za prvé má působit ve prospěch nešíření raketových technologií. Za druhé má odstrašovat potenciálního protivníka od použití této kategorie zbraní. Za třetí má zajistit aktivní obranu v případě použití těchto zbraní. V neposlední řadě - za čtvrté - má sloužit jako pasivní obrana směřující k předcházení či minimalizaci důsledků použití těchto zbraní, selžou-li předcházející opatření.
Jednou z diskutovaných myšlenek je propojení NATO MD s aliančním integrovaným systémem protivzdušné obrany NATINADS (NATO Integrated Air Defence System).

## Protiraketová obrana bojiště NATO (NATO Active Layered Theatre Ballistic Missile Defence)
Severoatlantická aliance má zpracovanou Studii systému protiraketové obrany bojiště NATO z let 2001 až 2003. Projekt Aktivní vrstvené protiraketové obrany bojiště NATO, který z této studie vychází, má zajistit obranu spojeneckých sil nasazených v operacích proti raketám s dosahem do 3000 km. Počátečních operačních schopností má tento systém dosáhnout v roce 2010. Česká republika jako členský stát NATO je do řešení protiraketové obrany bojiště NATO zapojena.
V oblasti protiraketové obrany bojiště spolupracuje NATO s Ruskem. Je to i z toho důvodu, že státy Aliance a Rusko nasazují vojáky do mírových operací a obrana rozmístěných vojsk je společným zájmem. Problémy, které vyvstaly při řešení tohoto úkolu, souvisejí s tím, že NATO a Rusko využívají systémy, které nejsou dosud vzájemně interoperabilitní.

## Protiraketová obrana USA (USA Missile Defence)
Spojené státy zahájily realizaci projektu protiraketové obrany USA na základě zákona přijatého v roce 1999. Úvahy o potřebě protiraketové obrany USA probíhají ve čtyřech rovinách. První se zabývá analýzou povahy hrozeb, druhá hodnotí stav technologií, třetí se věnuje finančním otázkám protiraketové obrany USA a čtvrtá mezinárodním dopadům. Program protiraketové obrany USA není zaměřen proti konkrétnímu protivníkovi, nýbrž na vybudování vlastní schopnosti, která umožní reagovat účinně na nepředvídatelné a proměnlivé hrozby. Cílem je vybudovat integrovaný celosvětový systém k ochraně USA a jejich spojenců proti omezenému útoku balistickými raketami všech dosahů.

## Protiraketová obrana v České republice
Zejména v první polovině roku 2008 probíhala jednání mezi vládami České republiky a USA o případném umístění radarové základny systému protiraketové obrany USA v České republice – konkrétně poblíž obce Jince ve vojenském újezdě Brdy. Jednání byla završena 8. července 2008 podpisem smlouvy o umístění radaru na českém území. Samotný podpis smlouvy však ještě nezaručuje, že radarová základna skutečně bude vybudována. V září 2009 informoval Wall Street Journal o tom, že prezident Obama rozhodl o ukončení americké účasti na projektu protiraketového štítu ve střední Evropě s tím, že jeho úlohu by měla převzít plavidla vybavená systémem Aegis.
Podle některých zastánců této základny[kdo?] měl systém protiraketové obrany představovat účinnou obranu nejen proti již existujícím, ale i proti případným nově zaváděným raketovým systémům. Podle jiných[kdo?] nešlo tak ani o to, jestli nás základna ochrání, nebo ne, ale považují USA za spolehlivého partnera s dlouholetou demokratickou tradicí, který vždy hájí svůj způsob života a požádal nás o pomoc, kterou odmítnout by bylo kvůli tomu, co pro Československo vykonaly, amorální.[zdroj?] Spolupráci s ním považují za užitečnou a prospěšnou například v oblasti výzkumu a vývoje nových technologií. Obávají se také nevyzpytatelného vývoje především v Rusku a Íránu, a vzhledem k historickým zkušenostem s Ruskem, věří že základna může pomoci i v tomto ohledu. Jsou přesvědčeni o nezávadnosti případného provozu základny ve všech ohledech.

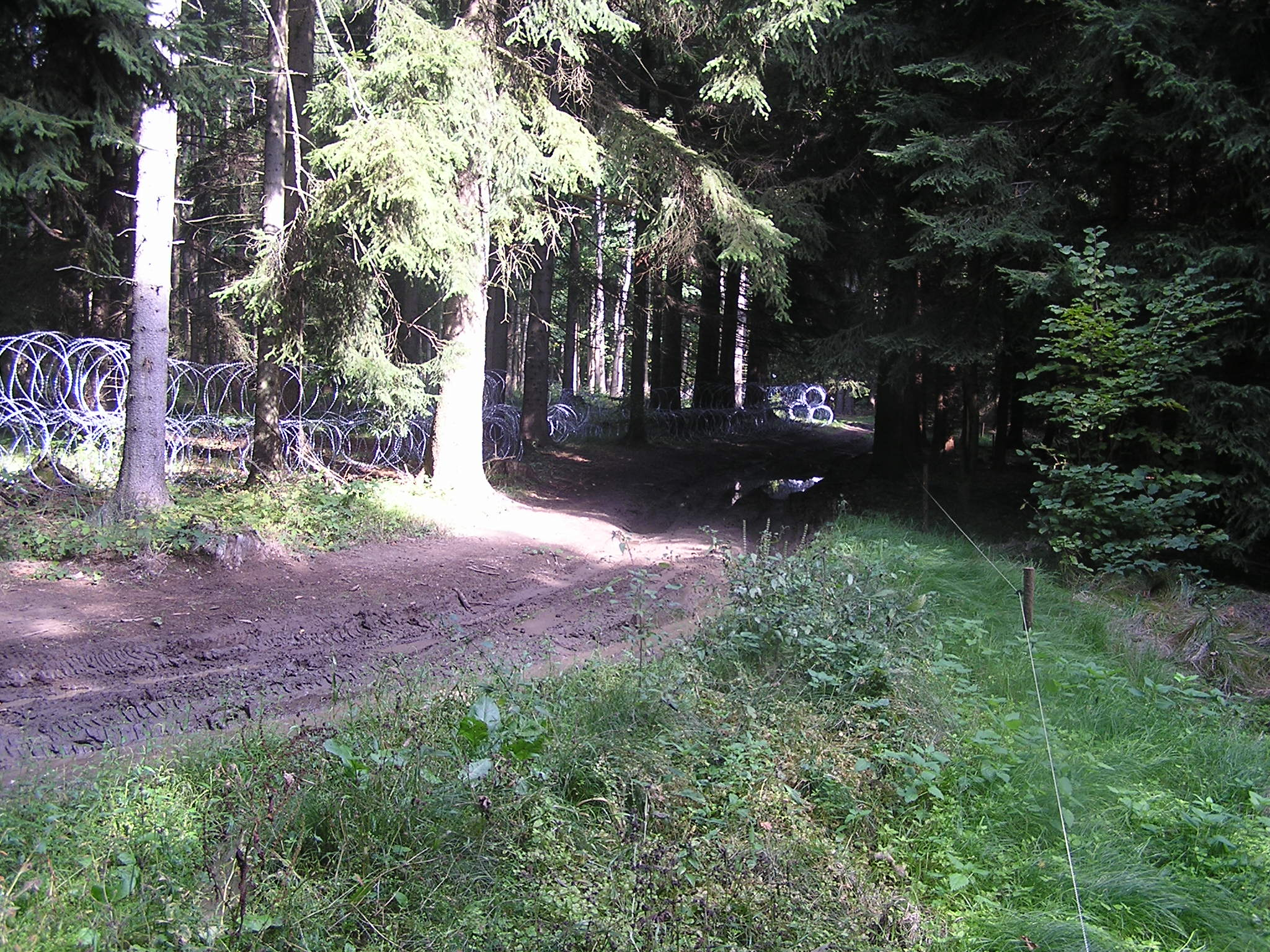
Místo, kde měl radar stát

Iniciativa Ne základnám naopak argumentovala, že jednostranné vybudování protiraketové obrany by porušilo rovnováhu sil mezi balistickými mocnostmi a způsobilo nové závody ve zbrojení. Navíc nejenže Česká republika nedokáže ochránit před eventuálním nebezpečím balistického útoku, ale naopak může v případě válečného konfliktu USA s jinou zemí sloužit jako cíl takového útoku. Zvýší podle ní také nebezpečí teroristického útoku v České republice. Varuje také před možnými zdravotními a ekologickými dopady.
Profesor vědy, techniky a národní bezpečnostní politiky na Massachusettském technologickém institutu Theodore Postol, který dříve pracoval pro Pentagon a který je známým kritikem americké strategie raketového deštníku v Evropě, prohlásil při návštěvě České republiky, kam přijel na pozvání Greenpeace, že česká veřejnost i Parlament ČR dostávala záměrně zkreslené informace o parametrech amerického radaru systému protiraketové obrany, který měl být umístěn v Brdech. Postol dospěl svými výpočty k závěru, že radar při výkonu a anténě uváděných vládou USA bude mít dosah maximálně 600 až 700 kilometrů, ačkoli generál Henry Obering uvádí dosah 2100 až 2500 kilometrů. Podle Posela by radar s takový dosahem musel mít výkon 50krát větší. Podle Posela dokonce Obering v některých jednání hovořil dokonce o dosahu větším než 4000 kilometrů a v tom případě by výkon musel být 500krát větší.
V květnu 2009 byla zveřejněna studie, podle které by protiraketová obrana, která měla být vybudována na území Polska a České republiky byla neúčinná proti případným íránským střelám. Studii zpracoval společný tým amerických a ruských vědců pro organizaci EastWest Institute se sídlem v New Yorku.
Pravděpodobným místem možného umístění radaru byla kóta 718,8 m v Brdech.